# Фрейдлина, Рахиль Хацкелевна
Рахи́ль Ха́цкелевна Фре́йдлина (20 сентября 1906, Самотевичи, Могилёвская губерния — 25 апреля 1986, Москва) — советский химик-органик, доктор химических наук, профессор, член-корреспондент АН СССР. Лауреат Государственной премии СССР (посмертно, 1986). Занималась разработками реакций теломеризации, разработала новый способ синтеза высших изомерных карбоновых кислот.

## Биография
Родилась 20 сентября 1906 года в Самотевичах Чериковского уезда Могилевской губернии. В 1923 году окончила Самотеевическую школу второй ступени и переехала в Москву, где в 1924 году поступила на физико-математический факультет МГУ (химическое отделение).
В 1930 году окончила университет и сразу поступила в аспирантуру Всесоюзного научно-исследовательского института защиты растений.
Через год Рахиль Хацкелевна ушла из аспирантуры и была принята в качестве старшего научного сотрудника в НИИ удобрений и инсектофунгицидов. В мае 1934 года Фрейдлина стала работать старшим научным сотрудником в НИИ химии Московского госуниверситета.
В 1935 году снова сменила работу, перейдя в Институт органической химии АН СССР (ИОХ) на эту же должность.
В апреле 1935 года решением Квалификационной комиссии Наркомпроса Рахиль Хацкелевна была утверждена в ученом звании старшего научного сотрудника, а в 1936 без защиты диссертации получила степень кандидата химических наук.
В сентябре 1938 года Фрейдлина была взята на работу на должность доцента в Институт тонкой химической технологии, где в итоге работала до июля 1941 года. Позже Рахиль Хацкелевна снова стала работать старшим научным сотрудником Института органической химии и во время ВОВ вместе со всем подразделением института была эвакуирована в Казань, в 1943 году вернулась в Москву.
В феврале 1951 года стала заведующей Лабораторией металлоорганических соединений ИОХ. В апреле 1954 года Рахиль Хацкелевна перешла на работу в новообразованный Институт элементоорганических соединений АН СССР на должность заведующей Лабораторией элементоорганического синтеза.
Умерла 25 апреля 1986 года в Москве. Похоронена на Кунцевском кладбище.

## Научная деятельность
Область научных интересов — химия металлоорганических соединений. Ещё во время учёбы в университете, в 1929 году, Рахиль Хацкелевна начала работать над созданием диазометода синтеза ртутьорганических соединений («реакция Несмеянова»), а в последующие годы её исследования по этой теме сыграли ключевую роль в работах по синтезу органических производных других тяжелых металлов. В 1930-е годы Фрейдлина открыла новые типы химических реакций для направленных взаимопревращений металлоорганических соединений. В 1940-е — предложила синтетические методы получения группы металлоорганических соединений мышьяка.
В 1945 году Рахиль Хацкелевна Фрейдлина получила ученую степень доктора химических наук, защитив диссертацию на тему «Исследование строения продуктов присоединения солей ртути к непредельным соединениям, содержащим кратные углерод-углеродные связи».
В 1950-е годы занималась разработками реакций теломеризации, позволяющих синтезировать из алкенов и их производных в одну стадию бифункциональные и полифункциональные молекулы с углеродным скелетом от 3 до 20 и более атомов. В результате её исследований теломеризация стала эффективным методом получения органических соединений. В результате ряда исследований на протяжении 1950—1960-х годов Рахиль Хацкелевна разработала новый способ синтеза высших изомерных карбоновых кислот.
В 1958 году была избрана членом-корреспондентом АН СССР.
Является автором 300 научных статей и двух монографий, 30 авторских свидетельств на новые разработки.

## Награды
Была награждена рядом наград, премий и медалей, среди которых:
- Орден Красной Звезды (1945);
- Орден Трудового Красного Знамени (1971, 1975);
- Государственная премия СССР (1986, посмертно);
- медали[5].

## Основные труды
- Фрейдлина Р. Х. Синтетические методы в области металлоорганических соединений мышьяка / под ред. Несмеянова А. Н. — М., Л.: Изд-во Акад. Наук СССР, 1945. — 180 с.
- Фрейдлина Р. Х. и др. Методы элементоорганической химии. Хлор. Алифатические соединения / под общей ред. Несмеянова А. Н. и Кошечкова К. А.. — М.: Наука, 1973. — 751 с.